# جولای غول
جولای غول (نام علمی: Ploceus grandis) نام یک گونه از سرده جولاها است.